# Fóti Samu
Fóti Samu (Fleck) (Budapest, 1890. május 17. – Zsemlékes, 1916. június 17.) olimpiai ezüstérmes magyar tornász, atléta.
Részt vett az 1912. évi nyári olimpiai játékokon Stockholmban. Egy torna versenyszámban és egy atlétika számban indult. A csapatverseny meghatározott szereken ezüstérmes lett 15 csapattársával együtt. Diszkoszvetésben 25. helyen végzett.
Klubcsapata a Budapesti TC volt. Háromszoros magyar bajnok tornász.
Az első világháborúban esett el.